# Regina Neißer

Regina Neißer

Regina Neißer, geborene Löwenthal (* 10. Oktober 1848 in Lissa; † 17. Juli 1923 in Berlin) war eine deutsche Schriftstellerin, die auch unter den Pseudonymen R. N. und R. Thal publizierte.

## Leben
Sie besuchte bis 1863 die Töchterschule in Lissa und hielt sich anschließend bis 1865 in Berlin auf. 1868 heiratete sie und ging mit ihrem Mann nach Breslau. Aus Trauer um ihr erstes Kind, das 1874 starb, begann sie zu schreiben und veröffentlichte Erzählungen, biographische Skizzen und pädagogische Schriften in Zeitungen und Zeitschriften. Seit 1894 hielt sie auch Vorträge in Frauenkreisen. Seit 1897 war sie Mitarbeiterin bei Thekla von Gumperts Töchteralbum.

## Werke
- Henriette Gislesen und ihre Freunde. Ein Bild aus der norwegischen Kirche. Von R. N. Perthes, Gotha 1890.

## Zeitschriftenbeiträge
- Dem Andenken Thekla von Gumperts. In: Aus dem Posener Lande. Lissa. Jg. 5 (1910), Heft 6, Seite 277–280.
- Henriette Goldschmidt. In: Aus dem Posener Lande. Lissa. Jg. 5 (1910), Heft 11, S. 554–555.
- Jettka Finkenstein. In: Aus dem Posener Lande. Lissa. Jg. 6 (1911), Heft 4, S. 182–185.
- Die jüdische Mutter als Erzieherin ihrer Söhne. In: Im deutschen Reich. 1918, Heft 9, S. 344–351. (online)